# Novoslobodskaja
Novoslobodskaja (ryska: Новослободская, Novoslobodskajagatan), är en tunnelbanestation på Koltsevajalinjen (ringlinjen) i Moskvas tunnelbana. 
Stationens arkitekt Aleksej Dusjkin hade länge önskat att använda glasmålningar för att dekorera en tunnelbanestation. Dusjkin fick kontakt med den kände konstnären Pavel Korin, som blev intresserad av att komponera motiv som sedan skulle bli glasmålningar. Lettiska konstnärer färdigställde sedan de 32 paneler med glasmålningar som finns på stationens pyloner. Varje panel är inramad av en utsirad mässingsram och är upplyst inifrån. Övriga stationen designades utifrån glaspanelerna. Stationen är en trespanns pylonstation som Dusjkin dekorerade så att intrycket påminner om en underjordisk krypta. Vid plattformens slut finns mosaiken "Fred på jorden" av Pavel Korin.
Stationens vestibul är en imponerande portik som ligger i nordöstra hörnet av Novoslobodskajagatan och Seleznevskajagatan.

## Byte
På Novoslobodskaja kan man byta till Mendelejevskaja på Serpuchovsko-Timirjazevskaja-linjen (grå linjen).